# Grand-Zattry
Grand-Zattry è una città, sottoprefettura e comune della Costa d'Avorio, situata nella regione di Nawa. Conta una popolazione di 99 343 abitanti (censimento 2014).